# Akustisk chock
Akustisk chock är den uppsättning symtom som en person kan uppleva efter att ha hört ett måttligt högt till högt ljud. Ljudet är vanligtvis högt, såsom mikrofonrundgång, skrik, gnissel, larmsignaler, faxtoner och visselpipor; akustisk chock kan dock uppstå efter vilken typ av ljud som helst. Callcenterpersonal är ofta mottagliga för akustik chock, på grund av mängden samtal de hanterar under en arbetsdag, förutom närheten av headsetet till örat. Men exponering för ett plötsligt, oväntat högt ljud kan uppstå för vem som helst.

## Symtom
Under exponeringen upplever de flesta människor obehag och smärta. Efter exponeringen kan vissa personer rapportera chock, illamående och ångest eller depression.  Huvudvärk, trötthet, hyperakusi och tinnitus kan fortsätta i dagar, veckor eller permanent.

## Fysiologiskamekanismer
Det har föreslagits att tensor tympani-muskeln är inblandad i att orsaka akustisk chock (se tensor tympani-syndrom). I Frankrike rapporterar forskare studien av ett fall av akustisk chock i en vetenskaplig artikel. De antyder att dessa symtom kan bero på en loop som involverar musklerna i mellanörat, perifera inflammatoriska processer, aktivering och sensibilisering av trillingnerven, det autonoma nervsystemet och central feedback.

## Rättsliga åtgärder
84 anställda på BT Group med depression, huvudvärk och andra hälsoproblem krävde ersättning för skada till följd av akustisk chock på jobbet. BT har redan betalat £90 000 till en arbetare som hade tinnitus.
I mars 2018 vann en musiker ett skadeståndsanspråk mot brittiska Royal Opera House för akustisk chock orsakad av högt ljud under orkesterrepetitioner.